# Eyota
Eyota és una població dels Estats Units a l'estat de Minnesota. Segons el cens del 2000 tenia 1.644 habitants.

## Demografia
Segons el cens del 2000, Eyota tenia 1.644 habitants, 597 habitatges, i 456 famílies. La densitat de població era de 409,5 habitants per km².
Dels 597 habitatges en un 44,6% hi vivien nens de menys de 18 anys, en un 60,1% hi vivien parelles casades, en un 10,4% dones solteres, i en un 23,5% no eren unitats familiars. En el 19,4% dels habitatges hi vivien persones soles el 7,4% de les quals corresponia a persones de 65 anys o més que vivien soles. El nombre mitjà de persones vivint en cada habitatge era de 2,75 i el nombre mitjà de persones que vivien en cada família era de 3,15.
Per edats la població es repartia de la següent manera: un 31,7% tenia menys de 18 anys, un 8,2% entre 18 i 24, un 30,8% entre 25 i 44, un 20,2% de 45 a 60 i un 9,1% 65 anys o més.
L'edat mediana era de 32 anys. Per cada 100 dones de 18 o més anys hi havia 96 homes.
La renda mediana per habitatge era de 47.500 $ i la renda mediana per família de 53.036 $. Els homes tenien una renda mediana de 36.548 $ mentre que les dones 28.259 $. La renda per capita de la població era de 18.471 $. Entorn del 2,8% de les famílies i el 3,2% de la població estaven per davall del llindar de pobresa.

## Poblacions més properes
El següent diagrama mostra les poblacions més properes.